# Brasilien i olympiska sommarspelen 2016
Brasilien, genom Brasiliens olympiska kommitté (COB), deltog i de 31:a olympiska sommarspelen i Rio de Janeiro 2016.

## Medaljer
| Medalj | Namn                                  | Sport      | Gren                      |
| ------ | ------------------------------------- | ---------- | ------------------------- |
| 1      | Robson Conceição                      | Boxning    | Herrarnas lättvikt        |
| 1      | Brasiliens U23-herrlandslag i fotboll | Fotboll    | Herrarnas turnering       |
| 1      | Thiago Braz da Silva                  | Friidrott  | Herrarnas stavhopp        |
| 1      | Rafaela Silva                         | Judo       | Damernas lättvikt         |
| 1      | Martine Grael Kahena Kunze            | Segling    | Damernas 49er FX          |
| 1      | Brasiliens herrlandslag i volleyboll  | Volleyboll | Herrarnas turnering       |
| 1      | Alison Cerutti Bruno Oscar Schmidt    | Volleyboll | Herrarnas beachvolleyboll |
| 2      | Diego Hypólito                        | Gymnastik  | Herrarnas fristående      |
| 2      | Arthur Zanetti                        | Gymnastik  | Herrarnas ringar          |
| 2      | Isaquias Queiroz                      | Kanotsport | Herrarnas C-1 1000 meter  |
| 2      | Isaquias Queiroz Erlon Silva          | Kanotsport | Herrarnas C-2 1000 meter  |
| 2      | Felipe Almeida Wu                     | Skytte     | Herrarnas 10 m luftpistol |
| 2      | Ágatha Bednarczuk Bárbara Seixas      | Volleyboll | Damernas beachvolleyboll  |
| 3      | Arthur Mariano                        | Gymnastik  | Herrarnas fristående      |
| 3      | Mayra Aguiar                          | Judo       | Damernas halv tungvikt    |
| 3      | Rafael Silva                          | Judo       | Herrarnas tungvikt        |
| 3      | Isaquias Queiroz                      | Kanotsport | Herrarnas C-1 200 meter   |
| 3      | Poliana Okimoto                       | Simning    | Damernas 10 km maraton    |
| 3      | Maicon Siqueira                       | Taekwondo  | Herrarnas +80 kg          |

## Badminton
| Spelare                 | Gren       | Grupp                             | Grupp                           | Grupp     | Eliminering       | Kvartsfinal       | Semifinal         | Final / BM        | Final / BM       |
| Spelare                 | Gren       | Motståndare Poäng                 | Motståndare Poäng               | Placering | Motståndare Poäng | Motståndare Poäng | Motståndare Poäng | Motståndare Poäng | Placering        |
| ----------------------- | ---------- | --------------------------------- | ------------------------------- | --------- | ----------------- | ----------------- | ----------------- | ----------------- | ---------------- |
| Lohaynny Vicente        | Damsingel  | Nehwal (IND) L (17–21, 17–21)     | Ulitina (UKR) L (13–21,13–21)   | 3         | Gick inte vidare  | Gick inte vidare  | Gick inte vidare  | Gick inte vidare  | Gick inte vidare |
| Ygor Coelho de Oliveira | Herrsingel | Evans (IRL) L (8–21, 21–19, 8–21) | Zwiebler (GER) L (12–21, 12–21) | 3         | Gick inte vidare  | Gick inte vidare  | Gick inte vidare  | Gick inte vidare  | Gick inte vidare |

## Bordtennis
Damer
| Spelare                                   | Gren      | Inledande omgång     | Omgång 1             | Omgång 2             | Omgång 3             | Åttondelsfinal       | Kvartsfinal          | Semifinal            | Final / BM           | Final / BM       |
| Spelare                                   | Gren      | Motståndare Resultat | Motståndare Resultat | Motståndare Resultat | Motståndare Resultat | Motståndare Resultat | Motståndare Resultat | Motståndare Resultat | Motståndare Resultat | Placering        |
| ----------------------------------------- | --------- | -------------------- | -------------------- | -------------------- | -------------------- | -------------------- | -------------------- | -------------------- | -------------------- | ---------------- |
| Caroline Kumahara                         | Damsingel | Tapper (AUS) W 4–2   | Ni Xl (LUX) L 3–4    | Gick inte vidare     | Gick inte vidare     | Gick inte vidare     | Gick inte vidare     | Gick inte vidare     | Gick inte vidare     | Gick inte vidare |
| Lin Gui                                   | Damsingel | Bye                  | Dvorak (ESP) W 4–2   | Samara (ROU) L 0–4   | Gick inte vidare     | Gick inte vidare     | Gick inte vidare     | Gick inte vidare     | Gick inte vidare     | Gick inte vidare |
| Caroline Kumahara Lin Gui Bruna Takahashi | Damlag    | i.u.                 | i.u.                 | i.u.                 | i.u.                 | Kina L 0–3           | Gick inte vidare     | Gick inte vidare     | Gick inte vidare     | Gick inte vidare |

Herrar
| Spelare                                       | Gren       | Inledande omgång     | Omgång 1             | Omgång 2             | Omgång 3             | Åttondelsfinal       | Kvartsfinal          | Semifinal            | Final / BM           | Final / BM       |
| Spelare                                       | Gren       | Motståndare Resultat | Motståndare Resultat | Motståndare Resultat | Motståndare Resultat | Motståndare Resultat | Motståndare Resultat | Motståndare Resultat | Motståndare Resultat | Placering        |
| --------------------------------------------- | ---------- | -------------------- | -------------------- | -------------------- | -------------------- | -------------------- | -------------------- | -------------------- | -------------------- | ---------------- |
| Hugo Calderano                                | Herrsingel | Bye                  | Pereira (CUB) W 4–0  | Gerell (SWE) W 4–1   | Tang P (HKG) W 4–2   | Mizutani (JPN) L 2–4 | Gick inte vidare     | Gick inte vidare     | Gick inte vidare     | Gick inte vidare |
| Gustavo Tsuboi                                | Herrsingel | Bye                  | Wang Jn (CGO) L 0–4  | Gick inte vidare     | Gick inte vidare     | Gick inte vidare     | Gick inte vidare     | Gick inte vidare     | Gick inte vidare     | Gick inte vidare |
| Hugo Calderano Cazuo Matsumoto Gustavo Tsuboi | Herrlag    | i.u.                 | i.u.                 | i.u.                 | i.u.                 | Sydkorea L 0–3       | Gick inte vidare     | Gick inte vidare     | Gick inte vidare     | Gick inte vidare |

## Boxning
Damer
| Boxare           | Gren       | Omgång 1             | Kvartsfinal          | Semifinal            | Final                | Final            |
| Boxare           | Gren       | Motståndare Resultat | Motståndare Resultat | Motståndare Resultat | Motståndare Resultat | Placering        |
| ---------------- | ---------- | -------------------- | -------------------- | -------------------- | -------------------- | ---------------- |
| Adriana Araújo   | Lättvikt   | Potkonen (FIN) L 1–2 | Gick inte vidare     | Gick inte vidare     | Gick inte vidare     | Gick inte vidare |
| Andreia Bandeira | Mellanvikt | Bylon (PAN) W 2–1    | Li Q (CHN) L 0–3     | Gick inte vidare     | Gick inte vidare     | Gick inte vidare |

Herrar
| Boxare                | Gren            | Omgång 1                   | Omgång 2               | Kvartsfinal          | Semifinal            | Final                | Final            |
| Boxare                | Gren            | Motståndare Resultat       | Motståndare Resultat   | Motståndare Resultat | Motståndare Resultat | Motståndare Resultat | Placering        |
| --------------------- | --------------- | -------------------------- | ---------------------- | -------------------- | -------------------- | -------------------- | ---------------- |
| Patrick Lourenço      | Lätt flugvikt   | Martínez (COL) L 0–3       | Gick inte vidare       | Gick inte vidare     | Gick inte vidare     | Gick inte vidare     | Gick inte vidare |
| Julião Henriques Neto | Flugvikt        | Antonio Vargas (USA) L 0–2 | Gick inte vidare       | Gick inte vidare     | Gick inte vidare     | Gick inte vidare     | Gick inte vidare |
| Robenílson de Jesus   | Bantamvikt      | Hammachi (ALG) W 2–1       | Stevenson (USA) L 0–3  | Gick inte vidare     | Gick inte vidare     | Gick inte vidare     | Gick inte vidare |
| Robson Conceição      | Lättvikt        | Bye                        | Yunusov (TJK) W TKO    | Tojibaev (UZB) W 3–0 | Álvarez (CUB) W 3–0  | Oumiha (FRA) W 3–0   | 1                |
| Joedison Teixeira     | Lätt weltervikt | Chadi (ALG) W 2–1          | Gözgeç (TUR) L 0–3     | Gick inte vidare     | Gick inte vidare     | Gick inte vidare     | Gick inte vidare |
| Michel Borges         | Lätt tungvikt   | N'Jikam (CMR) W 3–0        | Sep (CRO) W 3–0        | La Cruz (CUB) L 0–3  | Gick inte vidare     | Gick inte vidare     | Gick inte vidare |
| Juan Nogueira         | Tungvikt        | Whateley (AUS) W 3–0       | Tisjtjenko (RUS) L 0–3 | Gick inte vidare     | Gick inte vidare     | Gick inte vidare     | Gick inte vidare |

## Brottning
Förkortningar:
- VT – Vinst genom fall.
- PP – Beslut efter poäng – förloraren fick tekniska poäng.
- PO – Beslut efter poäng – förloraren fick inte tekniska poäng.
- ST – Teknisk överlägsenhet – förloraren utan tekniska poäng och en marginal med minst 8 (grekisk-romersk stil) eller 10 (fristil) poäng.

Herrar, grekisk-romersk stil
| Brottare           | Gren                 | Kvalomgång              | Omgång 1             | Kvartsfinal          | Semifinal            | Återkval 1           | Återkval 2           | Final / BM           | Final / BM |
| Brottare           | Gren                 | Motståndare Resultat    | Motståndare Resultat | Motståndare Resultat | Motståndare Resultat | Motståndare Resultat | Motståndare Resultat | Motståndare Resultat | Placering  |
| ------------------ | -------------------- | ----------------------- | -------------------- | -------------------- | -------------------- | -------------------- | -------------------- | -------------------- | ---------- |
| Eduard Soghomonyan | Supertungvikt -130kg | Kadzjaia (GEO) L 0–4 ST | Gick inte vidare     | Gick inte vidare     | Gick inte vidare     | Gick inte vidare     | Gick inte vidare     | Gick inte vidare     | 16         |

Damer, fristil
| Brottare             | Gren                | Kvalomgång           | Omgång 1                  | Kvartsfinal            | Semifinal            | Återkval 1           | Återkval 2           | Final / BM           | Final / BM |
| Brottare             | Gren                | Motståndare Resultat | Motståndare Resultat      | Motståndare Resultat   | Motståndare Resultat | Motståndare Resultat | Motståndare Resultat | Motståndare Resultat | Placering  |
| -------------------- | ------------------- | -------------------- | ------------------------- | ---------------------- | -------------------- | -------------------- | -------------------- | -------------------- | ---------- |
| Joice Souza da Silva | Lättvikt -58kg      | Bye                  | Tynybekova (KGZ) L 1–3 PP | Gick inte vidare       | Gick inte vidare     | Gick inte vidare     | Gick inte vidare     | Gick inte vidare     | 12         |
| Laís Nunes           | Mellanvikt -63kg    | Şahin (TUR) L 0–5 VT | Gick inte vidare          | Gick inte vidare       | Gick inte vidare     | Gick inte vidare     | Gick inte vidare     | Gick inte vidare     | 15         |
| Gilda Oliveira       | Lätt tungvikt -69kg | Bye                  | Kratysh (ISR) W 3–1 PP    | Mostafa (EGY) L 0–5 VT | Gick inte vidare     | Gick inte vidare     | Gick inte vidare     | Gick inte vidare     | 10         |
| Aline Ferreira       | Tungvikt -75kg      | Bye                  | Watari (JPN) W 3–1 PP     | Bukina (RUS) L 1–3 PP  | Gick inte vidare     | Gick inte vidare     | Gick inte vidare     | Gick inte vidare     | 9          |

## Bågskytte
Damer
| Bågskytt                                             | Gren                          | Rankningsomgång | Rankningsomgång | Omgång 1             | Omgång 2           | Omgång 3            | Kvartsfinal       | Semifinal         | Final / BM        | Final / BM       |
| Bågskytt                                             | Gren                          | Poäng           | Seed            | Motståndare Poäng    | Motståndare Poäng  | Motståndare Poäng   | Motståndare Poäng | Motståndare Poäng | Motståndare Poäng | Placering        |
| ---------------------------------------------------- | ----------------------------- | --------------- | --------------- | -------------------- | ------------------ | ------------------- | ----------------- | ----------------- | ----------------- | ---------------- |
| Ane Marcelle dos Santos                              | Damernas individuella tävling | 637             | 26              | Nagamine (JPN) W 7–3 | Ingley (AUS) W 6–0 | Folkard (GBR) L 2–6 | Gick inte vidare  | Gick inte vidare  | Gick inte vidare  | Gick inte vidare |
| Marina Canetta                                       | Damernas individuella tävling | 599             | 54              | Qi Yh (CHN) L 1–7    | Gick inte vidare   | Gick inte vidare    | Gick inte vidare  | Gick inte vidare  | Gick inte vidare  | Gick inte vidare |
| Sarah Nikitin                                        | Damernas individuella tävling | 609             | 50              | Kang U-j (PRK) L 0–6 | Gick inte vidare   | Gick inte vidare    | Gick inte vidare  | Gick inte vidare  | Gick inte vidare  | Gick inte vidare |
| Ane Marcelle dos Santos Marina Canetta Sarah Nikitin | Damernas lagtävling           | 1845            | 11              | i.u.                 | i.u.               | Italien L 0–6       | Gick inte vidare  | Gick inte vidare  | Gick inte vidare  | Gick inte vidare |

Herrar
| Bågskytt                                                  | Gren                           | Rankningsomgång | Rankningsomgång | Omgång 1             | Omgång 2          | Omgång 3          | Kvartsfinal       | Semifinal         | Final / BM        | Final / BM       |
| Bågskytt                                                  | Gren                           | Poäng           | Seed            | Motståndare Poäng    | Motståndare Poäng | Motståndare Poäng | Motståndare Poäng | Motståndare Poäng | Motståndare Poäng | Placering        |
| --------------------------------------------------------- | ------------------------------ | --------------- | --------------- | -------------------- | ----------------- | ----------------- | ----------------- | ----------------- | ----------------- | ---------------- |
| Marcus Vinicius D'Almeida                                 | Herrarnas individuella tävling | 658             | 34              | Kaminski (USA) L 2–6 | Gick inte vidare  | Gick inte vidare  | Gick inte vidare  | Gick inte vidare  | Gick inte vidare  | Gick inte vidare |
| Bernardo Oliveira                                         | Herrarnas individuella tävling | 651             | 45              | Potts (AUS) W 6–4    | Soto (CHI) L 1–7  | Gick inte vidare  | Gick inte vidare  | Gick inte vidare  | Gick inte vidare  | Gick inte vidare |
| Daniel Xavier                                             | Herrarnas individuella tävling | 639             | 53              | Lee S-y (KOR) L 2–6  | Gick inte vidare  | Gick inte vidare  | Gick inte vidare  | Gick inte vidare  | Gick inte vidare  | Gick inte vidare |
| Marcus Vinicius D'Almeida Bernardo Oliveira Daniel Xavier | Herrarnas lagtävling           | 1948            | 11              | i.u.                 | i.u.              | Kina L 2–6        | Gick inte vidare  | Gick inte vidare  | Gick inte vidare  | Gick inte vidare |

## Cykling

### Landsväg
| Idrottare          | Gren                | Tid             | Placering       |
| ------------------ | ------------------- | --------------- | --------------- |
| Clemilda Fernandes | Damernas linjelopp  | OTL             | OTL             |
| Flávia Oliveira    | Damernas linjelopp  | 3:51:47         | 7               |
| Murilo Fischer     | Herrarnas linjelopp | OTL             | OTL             |
| Kléber Ramos       | Herrarnas linjelopp | Fullföljde inte | Fullföljde inte |

### Mountainbike
| Idrottare         | Gren                   | Tid     | Placering |
| ----------------- | ---------------------- | ------- | --------- |
| Raiza Goulão      | Damernas mountainbike  | 1:39:21 | 20        |
| Henrique Avancini | Herrarnas mountainbike | 1:41:18 | 23        |
| Rubens Donizete   | Herrarnas mountainbike | 1:44:01 | 30        |

### Bana
Omnium
| Cyklist          | Gren             | Scratch-lopp | Scratch-lopp | Individuell förföljelse | Individuell förföljelse | Individuell förföljelse | Utslagslopp | Utslagslopp | Tempolopp | Tempolopp | Tempolopp | Flygande varv | Flygande varv | Flygande varv | Poänglopp | Poänglopp | Totalpoäng | Placering |
| Cyklist          | Gren             | Placering    | Poäng        | Tid                     | Placering               | Poäng                   | Placering   | Poäng       | Tid       | Placering | Poäng     | Tid           | Placering     | Poäng         | Poäng     | Placering | Totalpoäng | Placering |
| ---------------- | ---------------- | ------------ | ------------ | ----------------------- | ----------------------- | ----------------------- | ----------- | ----------- | --------- | --------- | --------- | ------------- | ------------- | ------------- | --------- | --------- | ---------- | --------- |
| Gideoni Monteiro | Herrarnas omnium | 14           | 14           | 4:25,808                | 9                       | 24                      | 6           | 30          | 1:05,505  | 16        | 10        | 13,569        | 15            | 12            | 4         | 9         | 94         | 13        |

### BMX
| Cyklist            | Gren          | Seeding  | Seeding   | Kvartsfinal | Kvartsfinal | Semifinal        | Semifinal        | Final            | Final            |
| Cyklist            | Gren          | Resultat | Placering | Poäng       | Placering   | Poäng            | Placering        | Resultat         | Placering        |
| ------------------ | ------------- | -------- | --------- | ----------- | ----------- | ---------------- | ---------------- | ---------------- | ---------------- |
| Priscilla Carnaval | Damernas BMX  | 37,534   | 15        | i.u.        | i.u.        | 22               | 8                | Gick inte vidare | Gick inte vidare |
| Renato Rezende     | Herrarnas BMX | 35,404   | 16        | 19          | 7           | Gick inte vidare | Gick inte vidare | Gick inte vidare | Gick inte vidare |

## Friidrott
Förkortningar
- Notera– Placeringar avser endast det specifika heatet.
- Q = Tog sig vidare till nästa omgång
- q = Tog sig vidare till nästa omgång som den snabbaste förloraren eller, i fältgrenarna, genom placering utan att nå kvalgränsen
- NR = Nationellt rekord
- N/A = Omgången fanns inte i grenen
- Bye = Idrottaren behövde inte tävla i omgången

Damer
Bana och väg
| Idrottare | Gren                         | Heat     | Heat      | Semifinal | Semifinal | Kvartsfinal      | Kvartsfinal      | Final            | Final            |
| Idrottare | Gren                         | Resultat | Placering | Resultat  | Placering | Resultat         | Placering        | Resultat         | Placering        |
| --- | ---------------------------- | -------- | --------- | --------- | --------- | ---------------- | ---------------- | ---------------- | ---------------- |
| Geisa Coutinho | Damernas 400 meter           | 52,05    | 4         | i.u.      | i.u.      | Gick inte vidare | Gick inte vidare | Gick inte vidare | Gick inte vidare |
| Adriana Aparecida da Silva                                                                                         | Damernas maraton             | i.u.     | i.u.      | i.u.      | i.u.      | i.u.             | i.u.             | 2:43:22          | 69               |
| Flávia de Lima | Damernas 800 meter           | 2:03,78  | 8         | i.u.      | i.u.      | Gick inte vidare | Gick inte vidare | Gick inte vidare | Gick inte vidare |
| Tatiele de Carvalho                                                                                                | Damernas 10 000 meter        | i.u.     | i.u.      | i.u.      | i.u.      | i.u.             | i.u.             | 32:38,21         | 31               |
| Jailma de Lima | Damernas 400 meter           | 52,65    | 6         | i.u.      | i.u.      | Gick inte vidare | Gick inte vidare | Gick inte vidare | Gick inte vidare |
| Érica de Sena | Damernas 20 km gång          | i.u.     | i.u.      | i.u.      | i.u.      | i.u.             | i.u.             | 1:29:29          | 7                |
| Juliana dos Santos                                                                                                 | Damernas 3 000 meter hinder  | 9:45,95  | 15        | i.u.      | i.u.      | i.u.             | i.u.             | Gick inte vidare | Gick inte vidare |
| Marily dos Santos                                                                                                  | Damernas maraton             | i.u.     | i.u.      | i.u.      | i.u.      | i.u.             | i.u.             | 2:45:08          | 78               |
| Franciela Krasucki                                                                                                 | Damernas 100 meter           | Bye      | Bye       | 11,67     | 7         | Gick inte vidare | Gick inte vidare | Gick inte vidare | Gick inte vidare |
| Cisiane Lopes | Damernas 20 km gång          | i.u.     | i.u.      | i.u.      | i.u.      | i.u.             | i.u.             | 1:38:35          | 49               |
| Maíla Machado | Damernas 100 meter häck      | 13,09    | 5         | i.u.      | i.u.      | Gick inte vidare | Gick inte vidare | Gick inte vidare | Gick inte vidare |
| Fabiana Moraes | Damernas 100 meter häck      | 13,22    | 5         | i.u.      | i.u.      | Gick inte vidare | Gick inte vidare | Gick inte vidare | Gick inte vidare |
| Vitória Cristina Rosa                                                                                              | Damernas 200 meter           | 23,35    | 7         | i.u.      | i.u.      | Gick inte vidare | Gick inte vidare | Gick inte vidare | Gick inte vidare |
| Graciete Santana                                                                                                   | Damernas maraton             | i.u.     | i.u.      | i.u.      | i.u.      | i.u.             | i.u.             | 3:09:15          | 128              |
| Rosângela Santos                                                                                                   | Damernas 100 meter           | Bye      | Bye       | 11,25     | 2 Q       | 11,23            | 5                | Gick inte vidare | Gick inte vidare |
| Kauiza Venancio | Damernas 200 meter           | 23,06    | 3         | i.u.      | i.u.      | Gick inte vidare | Gick inte vidare | Gick inte vidare | Gick inte vidare |
| Bruna Farias Franciela Krasucki Ana Cláudia Lemos Vitória Cristina Rosa Rosângela Santos Kauiza Venâncio           | Damernas 4x100 meter stafett | DSQ      | DSQ       | i.u.      | i.u.      | i.u.             | i.u.             | Gick inte vidare | Gick inte vidare |
| Geisa Coutinho Tabata Vitorino de Carvalho Jailma de Lima Letícia de Souza Cristiane dos Santos Silva Joelma Sousa | Damernas 4x400 meter stafett | 3:30,27  | 8         | i.u.      | i.u.      | i.u.             | i.u.             | Gick inte vidare | Gick inte vidare |

Fältgrenar
| Idrottare          | Gren                    | Kval    | Kval      | Final            | Final            |
| Idrottare          | Gren                    | Distans | Placering | Distans          | Placering        |
| ------------------ | ----------------------- | ------- | --------- | ---------------- | ---------------- |
| Geisa Arcanjo      | Damernas kulstötning    | 18,27   | 7 q       | 18,16            | 9                |
| Joana Costa        | Damernas stavhopp       | 4,15    | =29       | Gick inte vidare | Gick inte vidare |
| Keila Costa        | Damernas längdhopp      | 5,86    | 38        | Gick inte vidare | Gick inte vidare |
| Keila Costa        | Damernas tresteg        | 13,78   | 24        | Gick inte vidare | Gick inte vidare |
| Andressa de Morais | Damernas diskuskastning | 57,38   | 21        | Gick inte vidare | Gick inte vidare |
| Eliane Martins     | Damernas längdhopp      | 6,33    | 23        | Gick inte vidare | Gick inte vidare |
| Fernanda Martins   | Damernas diskuskastning | 51,85   | 31        | Gick inte vidare | Gick inte vidare |
| Fabiana Murer      | Damernas stavhopp       | NM      | —         | Gick inte vidare | Gick inte vidare |
| Núbia Soares       | Damernas tresteg        | 13,85   | 23        | Gick inte vidare | Gick inte vidare |

Kombinerade grenar – Damernas sjukamp
| Idrottare       | Gren     | 100H  | HH   | KS    | 200 m | LH   | SK    | 800 m   | Final | Placering |
| --------------- | -------- | ----- | ---- | ----- | ----- | ---- | ----- | ------- | ----- | --------- |
| Vanessa Spínola | Resultat | 14,24 | 1,68 | 13,06 | 24,11 | 6,10 | 45,05 | 2:14,20 | 6024  | 23        |
| Vanessa Spínola | Poäng    | 945   | 830  | 731   | 970   | 880  | 764   | 904     | 6024  | 23        |

Herrar
Bana och väg
| Idrottare | Gren                          | Heat     | Heat      | Semifinal | Semifinal | Kvartsfinal      | Kvartsfinal      | Final            | Final            |
| Idrottare | Gren                          | Resultat | Placering | Resultat  | Placering | Resultat         | Placering        | Resultat         | Placering        |
| --- | ----------------------------- | -------- | --------- | --------- | --------- | ---------------- | ---------------- | ---------------- | ---------------- |
| Thiago André | Herrarnas 1 500 meter         | 3:44,42  | 11        | i.u.      | i.u.      | Gick inte vidare | Gick inte vidare | Gick inte vidare | Gick inte vidare |
| José Alessandro Bagio                                                                                                | Herrarnas 20 km gång          | i.u.     | i.u.      | i.u.      | i.u.      | i.u.             | i.u.             | DNF              | DNF              |
| Caio Bonfim | Herrarnas 20 km gång          | i.u.     | i.u.      | i.u.      | i.u.      | i.u.             | i.u.             | 1:19:42 NR       | 4                |
| Caio Bonfim | Herrarnas 50 km gång          | i.u.     | i.u.      | i.u.      | i.u.      | i.u.             | i.u.             | 3:47:02 NR       | 9                |
| Aldemir da Silva Junior                                                                                              | Herrarnas 200 meter           | 20,80    | 7         | i.u.      | i.u.      | Gick inte vidare | Gick inte vidare | Gick inte vidare | Gick inte vidare |
| Altobeli da Silva | Herrarnas 3 000 meter hinder  | 8:26,59  | 6 q       | i.u.      | i.u.      | i.u.             | i.u.             | 8:26,30          | 9                |
| Solonei da Silva | Herrarnas maraton             | i.u.     | i.u.      | i.u.      | i.u.      | i.u.             | i.u.             | 2:22:05          | 78               |
| Kléberson Davide | Herrarnas 800 meter           | 1:46,14  | 4 q       | i.u.      | i.u.      | 1:46,19          | 6                | Gick inte vidare | Gick inte vidare |
| Bruno de Barros | Herrarnas 200 meter           | 20,59    | 6         | i.u.      | i.u.      | Gick inte vidare | Gick inte vidare | Gick inte vidare | Gick inte vidare |
| João Vítor de Oliveira                                                                                               | Herrarnas 110 meter häck      | 13,63    | 4 Q       | i.u.      | i.u.      | 13,85            | 9                | Gick inte vidare | Gick inte vidare |
| Mário dos Santos | Herrarnas 50 km gång          | i.u.     | i.u.      | i.u.      | i.u.      | i.u.             | i.u.             | DNF              | DNF              |
| Marílson dos Santos                                                                                                  | Herrarnas maraton             | i.u.     | i.u.      | i.u.      | i.u.      | i.u.             | i.u.             | 2:19:09          | 59               |
| Vitor Hugo dos Santos                                                                                                | Herrarnas 100 meter           | Bye      | Bye       | 10,36     | =5        | Gick inte vidare | Gick inte vidare | Gick inte vidare | Gick inte vidare |
| Hederson Estefani | Herrarnas 400 meter           | 46,68    | 7         | i.u.      | i.u.      | Gick inte vidare | Gick inte vidare | Gick inte vidare | Gick inte vidare |
| Lutimar Paes | Herrarnas 800 meter           | 1:48,38  | 7         | i.u.      | i.u.      | Gick inte vidare | Gick inte vidare | Gick inte vidare | Gick inte vidare |
| Paulo Roberto Paula                                                                                                  | Herrarnas maraton             | i.u.     | i.u.      | i.u.      | i.u.      | i.u.             | i.u.             | 2:13:56          | 15               |
| Jonathan Rieckmann                                                                                                   | Herrarnas 50 km gång          | i.u.     | i.u.      | i.u.      | i.u.      | i.u.             | i.u.             | 4:01,52          | 29               |
| Éder Antônio Souza                                                                                                   | Herrarnas 110 meter häck      | 13,61    | 4 Q       | i.u.      | i.u.      | DSQ              | DSQ              | Gick inte vidare | Gick inte vidare |
| Mahau Suguimati | Herrarnas 400 meter häck      | 49,77    | 3 Q       | i.u.      | i.u.      | 49,77            | 8                | Gick inte vidare | Gick inte vidare |
| Marcio Teles | Herrarnas 400 meter häck      | 50,41    | 6         | i.u.      | i.u.      | Gick inte vidare | Gick inte vidare | Gick inte vidare | Gick inte vidare |
| Jorge Vides | Herrarnas 200 meter           | 20,50    | 3         | i.u.      | i.u.      | Gick inte vidare | Gick inte vidare | Gick inte vidare | Gick inte vidare |
| Moacir Zimmermann | Herrarnas 20 km gång          | i.u.     | i.u.      | i.u.      | i.u.      | i.u.             | i.u.             | 1:33:58          | 63               |
| Aldemir da Silva Junior Vitor Hugo dos Santos Bruno de Barros Ricardo Mário de Souza José Carlos Moreira Jorge Vides | Herrarnas 4x100 meter stafett | 38,19    | 5 q       | i.u.      | i.u.      | i.u.             | i.u.             | 38,41            | 6                |
| Lucas Carvalho Pedro Luiz de Oliveira Hugo de Sousa Peterson dos Santos Hederson Estefani Alexander Russo            | Herrarnas 4x400 meter stafett | 3:00,43  | 4 q       | i.u.      | i.u.      | i.u.             | i.u.             | 3:03,28          | 8                |

Fältgrenar
| Idrottare               | Gren                    | Kval     | Kval      | Final            | Final            |
| Idrottare               | Gren                    | Distans  | Placering | Distans          | Placering        |
| ----------------------- | ----------------------- | -------- | --------- | ---------------- | ---------------- |
| Higor Alves             | Herrarnas längdhopp     | 7,59     | 28        | Gick inte vidare | Gick inte vidare |
| Thiago Braz da Silva    | Herrarnas stavhopp      | 5,70     | 3 q       | 6,03 0OR0, SA    | 1                |
| Augusto de Oliveira     | Herrarnas stavhopp      | 5,45     | 22        | Gick inte vidare | Gick inte vidare |
| Júlio César de Oliveira | Herrarnas spjutkastning | 80,49    | 16        | Gick inte vidare | Gick inte vidare |
| Wagner Domingos         | Herrarnas släggkastning | 74,17    | 9 q       | 72,28            | 12               |
| Talles Frederico Silva  | Herrarnas höjdhopp      | 2,17     | 35        | Gick inte vidare | Gick inte vidare |
| Darlan Romani           | Herrarnas kulstötning   | 20,94 NR | 3 Q       | 21,02 NR         | 5                |

Kombinerade grenar – Herrarnas tiokamp
| Friidrottare           | Gren     | 100 m | LH      | KS    | HH   | 400 m    | 110H  | DK    | SH   | SK       | 1500 m  | Final   | Placering |
| ---------------------- | -------- | ----- | ------- | ----- | ---- | -------- | ----- | ----- | ---- | -------- | ------- | ------- | --------- |
| Luiz Alberto de Araújo | Resultat | 10,77 | 7,48 PB | 15,26 | 1,92 | 48,14 PB | 14,17 | 45,10 | 4,90 | 57,28 PB | 4:31,46 | 8315 PB | 10        |
| Luiz Alberto de Araújo | Poäng    | 912   | 930     | 806   | 731  | 902      | 953   | 769   | 880  | 697      | 735     | 8315 PB | 10        |

## Fäktning
Damer
| Idrottare                                                        | Gren                        | Omgång 2                  | Omgång 2                 | Kvartsfinal              | Semifinal           | Final / BM        | Final / BM       |                  |
| Idrottare                                                        | Gren                        | Motståndare Poäng         | Motståndare Poäng        | Motståndare Poäng        | Motståndare Poäng   | Motståndare Poäng | Placering        |                  |
| ---------------------------------------------------------------- | --------------------------- | ------------------------- | ------------------------ | ------------------------ | ------------------- | ----------------- | ---------------- | ---------------- |
| Rayssa Costa                                                     | Damernas värja              | Géroudet (SUI) W 15–13    | Besbes (TUN) L 8–15      | Gick inte vidare         | Gick inte vidare    | Gick inte vidare  | Gick inte vidare | Gick inte vidare |
| Nathalie Moellhausen                                             | Damernas värja              | Bye                       | Hurley (USA) W 15–12     | Candassamy (FRA) W 15–12 | Rembi (FRA) L 12–15 | Gick inte vidare  | Gick inte vidare | Gick inte vidare |
| Amanda Simeão                                                    | Damernas värja              | Candassamy (FRA) L 6–15   | Gick inte vidare         | Gick inte vidare         | Gick inte vidare    | Gick inte vidare  | Gick inte vidare | Gick inte vidare |
| Rayssa Costa Nathalie Moellhausen Amanda Simeão Katherine Miller | Damernas lagtävling i värja | i.u.                      | i.u.                     | Ukraina L 32–45          | Gick inte vidare    | Gick inte vidare  | Gick inte vidare | 9                |
| Bia Bulcão                                                       | Damernas florett            | Călugăreanu (ROU) W 15–12 | Deriglazova (RUS) L 6–15 | Gick inte vidare         | Gick inte vidare    | Gick inte vidare  | Gick inte vidare | Gick inte vidare |
| Taís Rochel                                                      | Damernas florett            | Al-Omair (KSA) W 15–0     | Shanaeva (RUS) L 13–15   | Gick inte vidare         | Gick inte vidare    | Gick inte vidare  | Gick inte vidare | Gick inte vidare |
| Marta Baeza                                                      | Damernas sabel              | Jóźwiak (POL) L 2–4       | Gick inte vidare         | Gick inte vidare         | Gick inte vidare    | Gick inte vidare  | Gick inte vidare | Gick inte vidare |

Herrar
| Idrottare                                            | Gren                           | Omgång 2               | Omgång 2             | Kvartsfinal              | Semifinal            | Final / BM                 | Final / BM                |                  |
| Idrottare                                            | Gren                           | Motståndare Poäng      | Motståndare Poäng    | Motståndare Poäng        | Motståndare Poäng    | Motståndare Poäng          | Placering                 |                  |
| ---------------------------------------------------- | ------------------------------ | ---------------------- | -------------------- | ------------------------ | -------------------- | -------------------------- | ------------------------- | ---------------- |
| Nicolas Ferreira                                     | Herrarnas värja                | F Limardo (VEN) L 7–15 | Gick inte vidare     | Gick inte vidare         | Gick inte vidare     | Gick inte vidare           | Gick inte vidare          | Gick inte vidare |
| Guilherme Melaragno                                  | Herrarnas värja                | Jiao Yl (CHN) L 13–15  | Gick inte vidare     | Gick inte vidare         | Gick inte vidare     | Gick inte vidare           | Gick inte vidare          | Gick inte vidare |
| Athos Schwantes                                      | Herrarnas värja                | Beran (CZE) W 8–6      | Grumier (FRA) L 7–15 | Gick inte vidare         | Gick inte vidare     | Gick inte vidare           | Gick inte vidare          | Gick inte vidare |
| Nicolas Ferreira Guilherme Melaragno Athos Schwantes | Herrarnas lagtävling i värja   | i.u.                   | i.u.                 | Venezuela L 25–45        | Gick inte vidare     | Gick inte vidare           | Gick inte vidare          | 9                |
| Henrique Marques                                     | Herrarnas florett              | Essam (EGY) L 8–15     | Gick inte vidare     | Gick inte vidare         | Gick inte vidare     | Gick inte vidare           | Gick inte vidare          | Gick inte vidare |
| Ghislain Perrier                                     | Herrarnas florett              | Bye                    | Ma Jf (CHN) L 14–15  | Gick inte vidare         | Gick inte vidare     | Gick inte vidare           | Gick inte vidare          | Gick inte vidare |
| Guilherme Toldo                                      | Herrarnas florett              | Pranz (AUT) W 15–14    | Ota (JPN) W 15–13    | Cheung K L (HKG) W 15–10 | Garozzo (ITA) L 8–15 | Gick inte vidare           | Gick inte vidare          | Gick inte vidare |
| Henrique Marques Ghislain Perrier Guilherme Toldo    | Herrarnas lagtävling i florett | i.u.                   | i.u.                 | i.u.                     | Italien L 27–45      | Placement 5–8 Kina L 41–43 | 7th place Egypten L 39–45 | 8                |
| Renzo Agresta                                        | Herrarnas sabel                | i.u.                   | Bazadze (GEO) L 3–15 | Gick inte vidare         | Gick inte vidare     | Gick inte vidare           | Gick inte vidare          | Gick inte vidare |

## Golf
| Spelare           | Gren              | Runda 1 | Runda 2 | Runda 3 | Runda 4 | Totalt | Totalt | Totalt    |
| Spelare           | Gren              | Poäng   | Poäng   | Poäng   | Poäng   | Poäng  | Par    | Placering |
| ----------------- | ----------------- | ------- | ------- | ------- | ------- | ------ | ------ | --------- |
| Victoria Lovelady | Damernas tävling  | 79      | 75      | 76      | 70      | 300    | +16    | =53       |
| Miriam Nagl       | Damernas tävling  | 79      | 77      | 72      | 70      | 298    | +14    | 52        |
| Adilson da Silva  | Herrarnas tävling | 72      | 71      | 73      | 69      | 285    | +1     | =39       |

## Gymnastik

### Artistisk
Damer
| Gymnast          | Gren        | Kval    | Kval    | Kval     | Kval    | Kval    | Kval      | Final   | Final   | Final   | Final   | Final   | Final     |
| Gymnast          | Gren        | Redskap | Redskap | Redskap  | Redskap | Totalt  | Placering | Redskap | Redskap | Redskap | Redskap | Totalt  | Placering |
| Gymnast          | Gren        | V       | UB      | BB       | F       | Totalt  | Placering | V       | UB      | BB      | F       | Totalt  | Placering |
| ---------------- | ----------- | ------- | ------- | -------- | ------- | ------- | --------- | ------- | ------- | ------- | ------- | ------- | --------- |
| Rebeca Andrade   | Lagmångkamp | 15,566  | 14,933  | 14,200   | 14,033  | 58,732  | 3 Q       | 15,400  | 14,900  | i.u.    | 12,966  | i.u.    | i.u.      |
| Jade Barbosa     | Lagmångkamp | 14,900  | 14,266  | 13,600   | 13,733  | 56,499  | 23*       | 14,933  | 14,391  | 13,033  | 14,266  | i.u.    | i.u.      |
| Daniele Hypólito | Lagmångkamp | i.u.    | i.u.    | 14,266   | 12,400  | i.u.    | i.u.      | i.u.    | i.u.    | 14,133  | i.u.    | i.u.    | i.u.      |
| Lorrane Oliveira | Lagmångkamp | 14,833  | 14,158  | i.u.     | i.u.    | i.u.    | i.u.      | 14,566  | 14,166  | i.u.    | i.u.    | i.u.    | i.u.      |
| Flávia Saraiva   | Lagmångkamp | 14,633  | 12,733  | 15,133 Q | 14,033  | 56,532  | 17 Q      | i.u.    | i.u.    | 14,833  | 14,500  | i.u.    | i.u.      |
| Total            | Lagmångkamp | 45,299  | 43,357  | 43,599   | 41,799  | 174,054 | 5 Q       | 44,899  | 43,457  | 41,999  | 41,732  | 172,087 | 8         |

Individuella finaler
| Gymnast        | Gren                 | Redskap | Redskap | Redskap | Redskap | Totalt | Placering |
| Gymnast        | Gren                 | V       | UB      | BB      | F       | Totalt | Placering |
| -------------- | -------------------- | ------- | ------- | ------- | ------- | ------ | --------- |
| Rebeca Andrade | Individuell mångkamp | 15,566  | 14,033  | 13,600  | 13,766  | 56,965 | 11        |
| Jade Barbosa   | Individuell mångkamp | 0,000   | 0,000   | 13,700  | 7,500   | DNF    | 24        |
| Flávia Saraiva | Bom                  | i.u.    | i.u.    | 14,533  | i.u.    | 14,533 | 5         |

Herrar
| Gymnast                   | Gren        | Kval     | Kval    | Kval     | Kval    | Kval    | Kval     | Kval    | Kval      | Final   | Final   | Final   | Final   | Final   | Final   | Final   | Final     |
| Gymnast                   | Gren        | Redskap  | Redskap | Redskap  | Redskap | Redskap | Redskap  | Totalt  | Placering | Redskap | Redskap | Redskap | Redskap | Redskap | Redskap | Totalt  | Placerint |
| Gymnast                   | Gren        | F        | PH      | R        | V       | PB      | HB       | Totalt  | Placering | F       | PH      | R       | V       | PB      | HB      | Totalt  | Placerint |
| ------------------------- | ----------- | -------- | ------- | -------- | ------- | ------- | -------- | ------- | --------- | ------- | ------- | ------- | ------- | ------- | ------- | ------- | --------- |
| Francisco Barretto Júnior | Lagmångkamp | 13,433   | 14,533  | 14,200   | 14,200  | 14,900  | 15,266 Q | 86,532  | 18*       | i.u.    | 14,400  | 14,400  | i.u.    | 14,700  | 15,166  | i.u.    | i.u.      |
| Diego Hypólito            | Lagmångkamp | 15,500 Q | i.u.    | i.u.     | 14,816  | i.u.    | i.u.     | i.u.    | i.u.      | 15,133  | i.u.    | i.u.    | 14,833  | i.u.    | i.u.    | i.u.    | i.u.      |
| Arthur Mariano            | Lagmångkamp | 15,200 Q | 14,433  | 14,033   | 15,100  | 14,933  | 14,766   | 88,465  | 11 Q      | 14,500  | 14,400  | i.u.    | 15,066  | 14,700  | 14,933  | i.u.    | i.u.      |
| Sérgio Sasaki             | Lagmångkamp | 14,900   | 14,833  | 14,133   | 15,266  | 14,933  | 14,833   | 88,898  | 8 Q       | 12,100  | 14,633  | 14,366  | 15,133  | 15,133  | 14,566  | i.u.    | i.u.      |
| Arthur Zanetti            | Lagmångkamp | i.u.     | i.u.    | 15,533 Q | i.u.    | i.u.    | i.u.     | i.u.    | i.u.      | i.u.    | i.u.    | 15,566  | i.u.    | i.u.    | i.u.    | i.u.    | i.u.      |
| Totalt                    | Lagmångkamp | 45,600   | 43,799  | 43,866   | 45,182  | 44,766  | 44,865   | 268,078 | 6 Q       | 41,733  | 43,433  | 44,332  | 45,032  | 44,533  | 44,665  | 263,728 | 6         |

Individuella finaler
| Gymnast                   | Gren                 | Redskap | Redskap | Redskap | Redskap | Redskap | Redskap | Totalt | Placering |
| Gymnast                   | Gren                 | F       | PH      | R       | V       | PB      | HB      | Totalt | Placering |
| ------------------------- | -------------------- | ------- | ------- | ------- | ------- | ------- | ------- | ------ | --------- |
| Francisco Barretto Júnior | Räck                 | i.u.    | i.u.    | i.u.    | i.u.    | i.u.    | 15,208  | 15,208 | 5         |
| Diego Hypólito            | Fristående           | 15,533  | i.u.    | i.u.    | i.u.    | i.u.    | i.u.    | 15,533 | 2         |
| Arthur Mariano            | Individuell mångkamp | 15,133  | 13,400  | 14,133  | 14,766  | 14,633  | 15,266  | 87,331 | 17        |
| Arthur Mariano            | Fristående           | 15,433  | i.u.    | i.u.    | i.u.    | i.u.    | i.u.    | 15,433 | 3         |
| Sérgio Sasaki             | Individuell mångkamp | 14,833  | 14,766  | 14,433  | 15,200  | 14,966  | 15,000  | 89,198 | 9         |
| Arthur Zanetti            | Ringar               | i.u.    | i.u.    | 15,766  | i.u.    | i.u.    | i.u.    | 15,766 | 2         |

### Rytmisk
| Gymnast        | Gren         | Kval     | Kval   | Kval   | Kval   | Kval   | Kval      | Final            | Final            | Final            | Final            | Final            | Final            |
| Gymnast        | Gren         | Tunnband | Boll   | Käglor | Rep    | Totalt | Placering | Tunnband         | Boll             | Käglor           | Rep              | Totalt           | Placering        |
| -------------- | ------------ | -------- | ------ | ------ | ------ | ------ | --------- | ---------------- | ---------------- | ---------------- | ---------------- | ---------------- | ---------------- |
| Natália Gaudio | Individuellt | 16,566   | 16,300 | 16,450 | 16,216 | 65,532 | 23        | Gick inte vidare | Gick inte vidare | Gick inte vidare | Gick inte vidare | Gick inte vidare | Gick inte vidare |

| Gymnast                                                                          | Gren  | Kval       | Kval              | Kval   | Kval      | Final            | Final            | Final            | Final            |
| Gymnast                                                                          | Gren  | 5 tunnband | 3 käglor 2 ringar | Totalt | Placering | 5 käglor         | 3 clubs 2 ringar | Totalt           | Placering        |
| -------------------------------------------------------------------------------- | ----- | ---------- | ----------------- | ------ | --------- | ---------------- | ---------------- | ---------------- | ---------------- |
| Gabrielle da Silva Morgana Gmach Emanuelle Lima Jessica Maier Francielly Pereira | Trupp | 15,766     | 16,883            | 32,649 | 9         | Gick inte vidare | Gick inte vidare | Gick inte vidare | Gick inte vidare |

### Trampolin
| Gymnast        | Gren                | Kval   | Kval      | Final            | Final            |
| Gymnast        | Gren                | Poäng  | Placering | Poäng            | Placering        |
| -------------- | ------------------- | ------ | --------- | ---------------- | ---------------- |
| Rafael Andrade | Herrarnas trampolin | 76,145 | 15        | Gick inte vidare | Gick inte vidare |

## Judo
Damer
| Idrottare              | Gren                           | Omgång 1                | Omgång 2                  | Kvartsfinaler             | Semifinaler                | Återkval                 | Final / BM                | Final / BM       |
| Idrottare              | Gren                           | Motståndare Resultat    | Motståndare Resultat      | Motståndare Resultat      | Motståndare Resultat       | Motståndare Resultat     | Motståndare Resultat      | Placering        |
| ---------------------- | ------------------------------ | ----------------------- | ------------------------- | ------------------------- | -------------------------- | ------------------------ | ------------------------- | ---------------- |
| Sarah Menezes          | Damernas extra lättvikt −48kg  | Bye                     | van Snick (BEL) W 001–000 | Mestre (CUB) L 000–000 S  | Gick inte vidare           | Mönkhbat (MGL) L 000–100 | Gick inte vidare          | 7                |
| Érika Miranda          | Damernas halv lättvikt −52kg   | Bye                     | Ayari (TUN) W 100–000     | Ma Yn (CHN) L 000–010     | Gick inte vidare           | Chițu (ROU) W 100–010    | Nakamura (JPN) L 000–001  | 5                |
| Rafaela Silva          | Damernas lättvikt −57kg        | Roper (GER) W 100–000   | Kim J-d (KOR) W 010–000   | Karakas (HUN) W 010–000   | Căprioriu (ROU) W 010–000  | Bye                      | Dorjsüren (MGL) W 010–000 | 1                |
| Mariana Silva          | Damernas halv mellanvikt −63kg | Szögedi (GHA) W 100–000 | Trajdos (GER) W 000–000 S | Gerbi (ISR) W 001–000     | Trstenjak (SLO) L 000–101  | Bye                      | van Emden (NED) L 000–001 | 5                |
| Maria Portela          | Damernas mellanvikt −70kg      | Niang (MAR) W 001–000   | Graf (AUT) L 000–000 S    | Gick inte vidare          | Gick inte vidare           | Gick inte vidare         | Gick inte vidare          | Gick inte vidare |
| Mayra Aguiar           | Damernas halv tungvikt −78kg   | Bye                     | Giambelli (AUS) W 100–000 | Malzahn (GER) W 000–000 S | Tcheuméo (FRA) L 000–000 S | Bye                      | Castillo (CUB) W 001–000  | 3                |
| Maria Suellen Altheman | Damernas tungvikt +78kg        | Bye                     | Kim M-j (KOR) L 000–001   | Gick inte vidare          | Gick inte vidare           | Gick inte vidare         | Gick inte vidare          | Gick inte vidare |

Herrar
| Idrottare         | Gren                            | Omgång 1             | Omgång 2                   | Kvartsfinaler             | Semifinaler             | Återkval             | Final / BM               | Final / BM                |                  |
| Idrottare         | Gren                            | Motståndare Resultat | Motståndare Resultat       | Motståndare Resultat      | Motståndare Resultat    | Motståndare Resultat | Motståndare Resultat     | Placering                 |                  |
| ----------------- | ------------------------------- | -------------------- | -------------------------- | ------------------------- | ----------------------- | -------------------- | ------------------------ | ------------------------- | ---------------- |
| Felipe Kitadai    | Herrarnas extra lättvikt −60kg  | Bye                  | Khyar (FRA) W 001–000      | Englmaier (GER) W 001–000 | Safarov (AZE) L 000–100 | Gick inte vidare     | Urozboev (UZB) L 000–100 | Gick inte vidare          | 7                |
| Charles Chibana   | Herrarnas halv lättvikt −66kg   | Bye                  | Ebinuma (JPN) L 000–101    | Gick inte vidare          | Gick inte vidare        | Gick inte vidare     | Gick inte vidare         | Gick inte vidare          | Gick inte vidare |
| Alex Pombo        | Herrarnas lättvikt −73kg        | Bye                  | Sai Yj (CHN) L 000–001     | Gick inte vidare          | Gick inte vidare        | Gick inte vidare     | Gick inte vidare         | Gick inte vidare          | Gick inte vidare |
| Victor Penalber   | Herrarnas halv mellanvikt −81kg | Bye                  | Acácio (MOZ) W 100–000     | Toma (UAE) L 001–101      | Gick inte vidare        | Gick inte vidare     | Gick inte vidare         | Gick inte vidare          | Gick inte vidare |
| Tiago Camilo      | Herrarnas mellanvikt −90kg      | Bye                  | Piontek (RSA) W 101–000    | Mehdijev (AZE) L 001–011  | Gick inte vidare        | Gick inte vidare     | Gick inte vidare         | Gick inte vidare          | Gick inte vidare |
| Rafael Buzacarini | Herrarnas halv tungvikt −100kg  | Bye                  | Aprahamian (URU) W 100–000 | Haga (JPN) L 000–000 S    | Gick inte vidare        | Gick inte vidare     | Gick inte vidare         | Gick inte vidare          | Gick inte vidare |
| Rafael Silva      | Herrarnas tungvikt +100kg       | i.u.                 | Pileta (HON) W 110–000     | Saidov (RUS) W 100–000    | Riner (FRA) L 000–010   | Gick inte vidare     | Meyer (NED) W 000–000 S  | Tangriyev (UZB) W 001–000 | 3                |

## Kanotsport

### Sprint
| Kanotist                                                   | Gren                 | Heat     | Heat      | Semifinaler      | Semifinaler      | Final            | Final            |
| Kanotist                                                   | Gren                 | Tid      | Placering | Tid              | Placering        | Tid              | Placering        |
| ---------------------------------------------------------- | -------------------- | -------- | --------- | ---------------- | ---------------- | ---------------- | ---------------- |
| Ana Paula Vergutz                                          | Damernas K-1 200 m   | 44,239   | 6 Q       | 44,362           | 8                | Gick inte vidare | Gick inte vidare |
| Ana Paula Vergutz                                          | Damernas K-1 500 m   | 2:00,680 | 6         | Gick inte vidare | Gick inte vidare | Gick inte vidare | Gick inte vidare |
| Isaquias Queiroz                                           | Herrarnas C-1 200 m  | 40,522   | 2 Q       | 39,659           | 1 FA             | 39,628           | 3                |
| Isaquias Queiroz                                           | Herrarnas C-1 1000 m | 3:59,615 | 1 FA      | Bye              | Bye              | 3:58,529         | 2                |
| Edson Silva                                                | Herrarnas K-1 200 m  | 35,665   | 7         | Gick inte vidare | Gick inte vidare | Gick inte vidare | Gick inte vidare |
| Isaquias Queiroz Erlon Silva                               | Herrarnas C-2 1000 m | 3:33,269 | 1 FA      | Bye              | Bye              | 3:44,819         | 2                |
| Gilvan Ribeiro Edson Silva                                 | Herrarnas K-2 200 m  | 33,021   | 5 Q       | 33,359           | 4 FB             | 33,992           | 10               |
| Roberto Maehler Celso Oliveira Gilvan Ribeiro Vagner Souta | Herrarnas K-4 1000 m | 3:04,804 | 6 Q       | 3:09,220         | 6 FB             | 3:13,337         | 13               |

### Slalom
| Kanotist                         | Gren          | Kval   | Kval      | Kval   | Kval      | Kval   | Kval      | Semifinal        | Semifinal        | Final            | Final            |
| Kanotist                         | Gren          | Åk 1   | Placering | Åk 2   | Placering | Bästa  | Placering | Tid              | Placering        | Tid              | Placering        |
| -------------------------------- | ------------- | ------ | --------- | ------ | --------- | ------ | --------- | ---------------- | ---------------- | ---------------- | ---------------- |
| Felipe Borges                    | Herrarnas C-1 | 122,30 | 19        | 105,14 | 14        | 105,14 | 16        | Gick inte vidare | Gick inte vidare | Gick inte vidare | Gick inte vidare |
| Charles Corrêa Anderson Oliveira | Herrarnas C-2 | 107,71 | 7         | 106,14 | 4         | 106,14 | 7 Q       | 116,49           | 11               | Gick inte vidare | Gick inte vidare |
| Ana Sátila                       | Damernas K-1  | 110,80 | 12        | 149,12 | 17        | 110,80 | 17        | Gick inte vidare | Gick inte vidare | Gick inte vidare | Gick inte vidare |
| Pedro da Silva                   | Herrarnas K-1 | 88,48  | 2         | 90,61  | 7         | 88,48  | 5 Q       | 95,68            | 10 Q             | 91,54            | 6                |

## Konstsim
| Idrottare | Gren  | Teknisk omgång | Teknisk omgång | Fri omgång (inledande) | Fri omgång (inledande)    | Fri omgång (inledande) | Fri omgång (final) | Fri omgång (final)        | Fri omgång (final) |
| Idrottare | Gren  | Poäng          | Placering      | Poäng                  | Totalt (tekniskt + fritt) | Placering              | Poäng              | Totalt (tekniskt + fritt) | Placering          |
| --- | ----- | -------------- | -------------- | ---------------------- | ------------------------- | ---------------------- | ------------------ | ------------------------- | ------------------ |
| Luisa Borges Maria Eduarda Miccuci | Duett | 83,3008        | 14             | 84,0333                | 167,3341                  | 13                     | Gick inte vidare   | Gick inte vidare          | Gick inte vidare   |
| Luisa Borges Maria Bruno Maria Clara Coutinho Beatriz Feres Branca Feres Maria Eduarda Miccuci Lorena Molinos Pamela Nogueira Lara Teixeira | Lag   | 84,7985        | 6              | i.u.                   | i.u.                      | i.u.                   | 87,2000            | 171,9985                  | 6                  |

## Modern femkamp
| Idrottare         | Gren                 | Fäktning (värja en stöt) | Fäktning (värja en stöt) | Fäktning (värja en stöt) | Fäktning (värja en stöt) | Simning (200 m frisim) | Simning (200 m frisim) | Simning (200 m frisim) | Ridning (hoppning) | Ridning (hoppning) | Ridning (hoppning) | Kombinerat: skytte/löpning (10 m luftpistol)/(3200 m) | Kombinerat: skytte/löpning (10 m luftpistol)/(3200 m) | Kombinerat: skytte/löpning (10 m luftpistol)/(3200 m) | Totalpoäng | Slutlig placering |
| Idrottare         | Gren                 | RR                       | BR                       | Placering                | Poäng                    | Tid                    | Placering              | Poäng                  | Straff             | Placering          | Poäng              | Tid                                                   | Placering                                             | Poäng                                                 | Totalpoäng | Slutlig placering |
| ----------------- | -------------------- | ------------------------ | ------------------------ | ------------------------ | ------------------------ | ---------------------- | ---------------------- | ---------------------- | ------------------ | ------------------ | ------------------ | ----------------------------------------------------- | ----------------------------------------------------- | ----------------------------------------------------- | ---------- | ----------------- |
| Yane Marques      | Damer, individuellt  | 16–19                    | 0                        | 23                       | 196                      | 2:14,30                | 9                      | 298                    | 14                 | 16                 | 286                | 13:31,64                                              | 30                                                    | 489                                                   | 1269       | 23                |
| Felipe Nascimento | Herrar, individuellt | 9–26                     | 1                        | 35                       | 155                      | 2:05,39                | 20                     | 324                    | 49                 | 31                 | 251                | 12:15,59                                              | 33                                                    | 565                                                   | 1295       | 31                |

## Ridsport
Brasilien kvalificerade lag samt fyra platser i den individuella tävlingen i alla de tre ridsportgrenarna i egenskap av arrangör.

### Fälttävlan
Lag om fyra ekipage, samt fyra individuella platser.
| Tävlande              | Häst                | Dressyr | Dressyr   | Terrängbana | Terrängbana | Hoppning | Hoppning  | Hoppning        | Hoppning        | Totalt | Totalt    |
| Tävlande              | Häst                | Dressyr | Dressyr   | Terrängbana | Terrängbana | Kval     | Kval      | Final           | Final           | Totalt | Totalt    |
| Tävlande              | Häst                | Straff  | Placering | Straff      | Placering   | Straff   | Placering | Straff          | Placering       | Straff | Placering |
| --------------------- | ------------------- | ------- | --------- | ----------- | ----------- | -------- | --------- | --------------- | --------------- | ------ | --------- |
| Carlos Parro          | Summon Up The Blood | 47,3    | 33        | 4           | 7           | 12       | 12        | 12              | 18              | 75,3   | 18        |
| Marcio Carvalho Jorge | Lissy Mac Wayer     | 50      | 44        | 20          | 24          | 10       | 22        | 8               | 25              | 88     | 25        |
| Marcio Appel          | Iberon Jmen         | 57,2    | 59        | 64,4        | 39          | 16       | 39        | ej kvalificerad | ej kvalificerad | 137,6  | 39        |
| Ruy Fonseca           | Tom Bombadill Too   | 46,8    | 26        | 112         | 47          | EL       | EL        | EL              | EL              | EL     | EL        |

| Tävlande                                                    | Häst     | Dressyr | Dressyr   | Terrängbana | Terrängbana | Hoppning | Hoppning  | Totalt | Totalt    |
| Tävlande                                                    | Häst     | Straff  | Placering | Straff      | Placering   | Straff   | Placering | Straff | Placering |
| ----------------------------------------------------------- | -------- | ------- | --------- | ----------- | ----------- | -------- | --------- | ------ | --------- |
| Ruy Fonseca Marcio Appel Marcio Carvalho Jorge Carlos Parro | som ovan | 144,1   | 9         | 242,9       | 6           | 280,9    | 7         | 280,9  | 7         |

### Hoppning
Lag om fyra ekipage, samt fyra individuella platser.
| Tävlande                  | Häst                  | Kvalifikation | Kvalifikation | Kvalifikation   | Kvalifikation   | Kvalifikation   | Kvalifikation   | Kvalifikation   | Kvalifikation   | Final           | Final           | Final           | Final           | Final           | Total           |
| Tävlande                  | Häst                  | Runda 1       | Runda 1       | Runda 2         | Runda 2         | Runda 2         | Runda 3         | Runda 3         | Runda 3         | Runda A         | Runda A         | Runda B         | Runda B         | Runda B         | Total           |
| Tävlande                  | Häst                  | Straff        | Placering     | Straff          | Total           | Placering       | Straff          | Total           | Placering       | Straff          | Placering       | Straff          | Totalt          | Placering       | Placering       |
| ------------------------- | --------------------- | ------------- | ------------- | --------------- | --------------- | --------------- | --------------- | --------------- | --------------- | --------------- | --------------- | --------------- | --------------- | --------------- | --------------- |
| Stephan De Freitas Barcha | Landpeter Do Feroleto | 0             | 1             | Diskvalificerad | Diskvalificerad | Diskvalificerad | Diskvalificerad | Diskvalificerad | Diskvalificerad | Diskvalificerad | Diskvalificerad | Diskvalificerad | Diskvalificerad | Diskvalificerad | Diskvalificerad |
| Alvaro Doda De Miranda    | Cornetto K            | 0             | 1             | 0               | 0               | 1               | 4               | 4               | 7               | 4               | 16              | 0               | 4               | 9               | 9               |
| Pedro Veniss              | Quabri De L'Isle      | 0             | 1             | 0               | 0               | 1               | 5               | 5               | 13              | 4               | 16              | 1               | 5               | 16              | 16              |
| Eduardo Menezes           | Quintol               | 4             | 27            | 0               | 4               | 15              | 4               | 8               | 18              | 8               | 28              | Ej kvalificerad | Ej kvalificerad | Ej kvalificerad | 28              |

## Rodd
| Roddare                       | Gren                              | Heat    | Heat      | Återkval | Återkval  | Semifinal | Semifinal | Final   | Final     |
| Roddare                       | Gren                              | Tid     | Placering | Tid      | Placering | Tid       | Placering | Tid     | Placering |
| ----------------------------- | --------------------------------- | ------- | --------- | -------- | --------- | --------- | --------- | ------- | --------- |
| Vanessa Cozzi Fernanda Nunes  | Damernas lättvikts-dubbelsculler  | 7:20,79 | 3 R       | 8:15,53  | 5 SC/D    | 8:14,06   | 2 FC      | 7:44,78 | 15        |
| Willian Giaretton Xavier Vela | Herrarnas lättvikts-dubbelsculler | 6:31,13 | 5 R       | 7:11,20  | 5 SC/D    | 7:27,34   | 1 FC      | 6:44,80 | 14        |

## Segling
Damer
| Idrottare                       | Gren                  | Lopp | Lopp | Lopp | Lopp | Lopp | Lopp | Lopp | Lopp | Lopp | Lopp | Lopp | Lopp | Lopp | Nettopoäng | Slutlig placering |
| Idrottare                       | Gren                  | 1    | 2    | 3    | 4    | 5    | 6    | 7    | 8    | 9    | 10   | 11   | 12   | M*   | Nettopoäng | Slutlig placering |
| ------------------------------- | --------------------- | ---- | ---- | ---- | ---- | ---- | ---- | ---- | ---- | ---- | ---- | ---- | ---- | ---- | ---------- | ----------------- |
| Patrícia Freitas                | Damernas RS:X         | 6    | 8    | 4    | 2    | 13   | 16   | 10   | 1    | 3    | 8    | 8    | 9    | 8    | 80         | 8                 |
| Fernanda Decnop                 | Damernas laser radial | 14   | 19   | 21   | 19   | 28   | 26   | 16   | 23   | 8    | 18   | i.u. | i.u. | EL   | 163        | 24                |
| Ana Barbachan Fernanda Oliveira | Damernas 470          | 5    | 5    | 13   | 10   | 2    | UFD  | 9    | 6    | 13   | 5    | i.u. | i.u. | 8    | 76         | 8                 |
| Martine Grael Kahena Kunze      | Damernas 49erFX       | 9    | 1    | 1    | 10   | 2    | 6    | 3    | 3    | 11   | 2    | 7    | 2    | 1    | 48         | 1                 |

Herrar
| Idrottare                     | Gren                | Lopp | Lopp | Lopp | Lopp | Lopp | Lopp | Lopp | Lopp | Lopp | Lopp | Lopp | Lopp | Lopp | Nettopoäng | Slutlig placering |
| Idrottare                     | Gren                | 1    | 2    | 3    | 4    | 5    | 6    | 7    | 8    | 9    | 10   | 11   | 12   | M*   | Nettopoäng | Slutlig placering |
| ----------------------------- | ------------------- | ---- | ---- | ---- | ---- | ---- | ---- | ---- | ---- | ---- | ---- | ---- | ---- | ---- | ---------- | ----------------- |
| Ricardo Santos                | Herrarnas RS:X      | 6    | 9    | 7    | 3    | 16   | 30   | 21   | 9    | 9    | 6    | 9    | 11   | 12   | 118        | 7                 |
| Robert Scheidt                | Herrarnas laser     | 23   | 1    | 27   | 4    | 11   | 2    | 4    | 5    | 26   | 11   | i.u. | i.u. | 1    | 89         | 4                 |
| Jorge Zarif                   | Herrarnas finnjolle | 4    | 8    | 11   | 22   | 2    | 19   | 2    | 13   | 15   | 9    | i.u. | i.u. | 3    | 87         | 4                 |
| Bruno Bethlem Henrique Haddad | Herrarnas 470       | 19   | 23   | 25   | 17   | 22   | 27   | 9    | 11   | 14   | 27   | i.u. | i.u. | EL   | 167        | 23                |
| Gabriel Borges Marco Grael    | Herrarnas 49er      | 10   | 11   | 8    | 7    | 19   | 7    | 11   | 17   | 10   | 8    | 5    | 6    | EL   | 109        | 11                |

Mixed
| Idrottare                   | Gren     | Lopp | Lopp | Lopp | Lopp | Lopp | Lopp | Lopp | Lopp | Lopp | Lopp | Lopp | Lopp | Lopp | Nettopoäng | Slutlig placering |
| Idrottare                   | Gren     | 1    | 2    | 3    | 4    | 5    | 6    | 7    | 8    | 9    | 10   | 11   | 12   | M*   | Nettopoäng | Slutlig placering |
| --------------------------- | -------- | ---- | ---- | ---- | ---- | ---- | ---- | ---- | ---- | ---- | ---- | ---- | ---- | ---- | ---------- | ----------------- |
| Samuel Albrecht Isabel Swan | Nacra 17 | 17   | 1    | 18   | 9    | 2    | 16   | 12   | 4    | 19   | 7    | 8    | 8    | 8    | 117        | 10                |

## Simhopp
| Hoppare                          | Gren                         | Kval   | Kval      | Semifinal        | Semifinal        | Final            | Final            |
| Hoppare                          | Gren                         | Poäng  | Placering | Poäng            | Placering        | Poäng            | Placering        |
| -------------------------------- | ---------------------------- | ------ | --------- | ---------------- | ---------------- | ---------------- | ---------------- |
| Juliana Veloso                   | Damernas 3 m                 | 240,90 | 27        | Gick inte vidare | Gick inte vidare | Gick inte vidare | Gick inte vidare |
| Ingrid Oliveira                  | Damernas 10 m                | 281,90 | 22        | Gick inte vidare | Gick inte vidare | Gick inte vidare | Gick inte vidare |
| Tammy Takagi Juliana Veloso      | Damernas synkroniserade 3 m  | i.u.   | i.u.      | i.u.             | i.u.             | 258,75           | 8                |
| Ingrid Oliveira Giovanna Pedroso | Damernas synkroniserade 10 m | i.u.   | i.u.      | i.u.             | i.u.             | 280,98           | 8                |

Herrar
| Hoppare                        | Gren                          | Kval   | Kval      | Semifinal | Semifinal | Final            | Final            |
| Hoppare                        | Gren                          | Poäng  | Placering | Poäng     | Placering | Poäng            | Placering        |
| ------------------------------ | ----------------------------- | ------ | --------- | --------- | --------- | ---------------- | ---------------- |
| César Castro                   | Herrarnas 3 m                 | 398,85 | 14 Q      | 442,45    | 6 Q       | 436,00           | 9                |
| Hugo Parisi                    | Herrarnas 10 m                | 422,45 | 13 Q      | 417,15    | 16        | Gick inte vidare | Gick inte vidare |
| Ian Matos Luiz Outerelo        | Herrarnas synkroniserade 3 m  | i.u.   | i.u.      | i.u.      | i.u.      | 332,61           | 8                |
| Hugo Parisi Jackson Rondinelli | Herrarnas synkroniserade 10 m | i.u.   | i.u.      | i.u.      | i.u.      | 368,52           | 8                |

## Simning
Herrar
| Simmare                                                                            | Gren               | Heat         | Heat      | Semifinal        | Semifinal        | Final            | Final            |
| Simmare                                                                            | Gren               | Tid          | Placering | Tid              | Placering        | Tid              | Placering        |
| ---------------------------------------------------------------------------------- | ------------------ | ------------ | --------- | ---------------- | ---------------- | ---------------- | ---------------- |
| Brandonn Almeida                                                                   | 1 500 m frisim     | 15.14,73     | 29        | i.u.             | i.u.             | Gick inte vidare | Gick inte vidare |
| Brandonn Almeida                                                                   | 400 m medley       | 4.17,25      | 15        | i.u.             | i.u.             | Gick inte vidare | Gick inte vidare |
| Tales Cerdeira                                                                     | 200 m bröstsim     | 2.12,83      | 29        | Gick inte vidare | Gick inte vidare | Gick inte vidare | Gick inte vidare |
| Marcelo Chierighini                                                                | 100 m frisim       | 48,53        | 13 Q      | 48,23            | 8 Q              | 48,41            | 8                |
| Kaio de Almeida                                                                    | 200 m fjärilsim    | 1.56,45      | 12 Q      | 1.57,45          | 14               | Gick inte vidare | Gick inte vidare |
| Leonardo de Deus                                                                   | 200 m ryggsim      | 1.57,00 0NR0 | 12 Q      | 1.57,67          | 13               | Gick inte vidare | Gick inte vidare |
| Leonardo de Deus                                                                   | 200 m fjärilsim    | 1.55,98      | 9 Q       | 1.56,77          | 13               | Gick inte vidare | Gick inte vidare |
| João de Lucca                                                                      | 200 m frisim       | 1.47,63      | 25        | Gick inte vidare | Gick inte vidare | Gick inte vidare | Gick inte vidare |
| Allan do Carmo                                                                     | 10 km öppet vatten | i.u.         | i.u.      | i.u.             | i.u.             | 1:53.16,4        | 18               |
| Ítalo Duarte                                                                       | 50 m frisim        | 21,96        | 13 Q      | 22,05            | 15               | Gick inte vidare | Gick inte vidare |
| Felipe França Silva                                                                | 100 m bröstsim     | 59,01 0AR0   | 3 Q       | 59,35            | 6 Q              | 59,38            | 7                |
| Bruno Fratus                                                                       | 50 m frisim        | 21,93        | =10 Q     | 21,71            | =6 Q             | 21,79            | =6               |
| João Gomes Júnior                                                                  | 100 m bröstsim     | 59,46        | 8 Q       | 59,40            | 7 Q              | 59,31            | 5                |
| Guilherme Guido                                                                    | 100 m ryggsim      | 53,80        | 13 Q      | 54,16            | 14               | Gick inte vidare | Gick inte vidare |
| Marcos Macedo                                                                      | 100 m fjärilsim    | 53,87        | 34        | Gick inte vidare | Gick inte vidare | Gick inte vidare | Gick inte vidare |
| Henrique Martins                                                                   | 100 m fjärilsim    | 52,42        | 21        | Gick inte vidare | Gick inte vidare | Gick inte vidare | Gick inte vidare |
| Luiz Altamir Melo                                                                  | 400 m frisim       | 3.50,82      | 32        | i.u.             | i.u.             | Gick inte vidare | Gick inte vidare |
| Nicolas Oliveira                                                                   | 100 m frisim       | 49,05        | 28        | Gick inte vidare | Gick inte vidare | Gick inte vidare | Gick inte vidare |
| Nicolas Oliveira                                                                   | 200 m frisim       | DNS          | DNS       | Gick inte vidare | Gick inte vidare | Gick inte vidare | Gick inte vidare |
| Thiago Pereira                                                                     | 200 m medley       | 1.58,63      | 5 Q       | 1.57,11          | 3 Q              | 1.58,02          | 7                |
| Henrique Rodrigues                                                                 | 200 m medley       | 1.58,56      | 4 Q       | 1.59,23          | 9                | Gick inte vidare | Gick inte vidare |
| Thiago Simon                                                                       | 200 m bröstsim     | 2.15,01      | 36        | Gick inte vidare | Gick inte vidare | Gick inte vidare | Gick inte vidare |
| Miguel Valente                                                                     | 1 500 m frisim     | 15.22,57     | 31        | i.u.             | i.u.             | Gick inte vidare | Gick inte vidare |
| Marcelo Chierighini João de Lucca Nicolas Oliveira Matheus Santana Gabriel Santos* | 4 × 100 m frisim   | 3.14,06      | 5 Q       | i.u.             | i.u.             | 3.13,21          | 5                |
| João de Lucca Nicolas Oliveira Luiz Altamir Melo André Pereira                     | 4 × 200 m frisim   | 7.13,84      | 15        | i.u.             | i.u.             | Gick inte vidare | Gick inte vidare |
| Guilherme Guido Felipe França Silva Henrique Martins Marcelo Chierighini           | 4 × 100 m medley   | 3.32,96      | 7 Q       | i.u.             | i.u.             | 3.32,84          | 6                |

Damer
| Simmare                                                                                                  | Gren               | Heat         | Heat      | Semifinal        | Semifinal        | Final            | Final            |
| Simmare                                                                                                  | Gren               | Tid          | Placering | Tid              | Placering        | Tid              | Placering        |
| --- | ------------------ | ------------ | --------- | ---------------- | ---------------- | ---------------- | ---------------- |
| Ana Marcela Cunha                                                                                        | 10 km öppet vatten | i.u.         | i.u.      | i.u.             | i.u.             | 1:57.29,0        | 10               |
| Daynara de Paula                                                                                         | 100 m fjärilsim    | 57,92        | 14 Q      | 58,65            | 16               | Gick inte vidare | Gick inte vidare |
| Daiene Dias                                                                                              | 100 m fjärilsim    | 58,15        | 15 Q      | 58,52            | 14               | Gick inte vidare | Gick inte vidare |
| Graciele Herrmann                                                                                        | 50 m frisim        | 25,60        | 40        | Gick inte vidare | Gick inte vidare | Gick inte vidare | Gick inte vidare |
| Manuella Lyrio                                                                                           | 200 m frisim       | 1.57,28 0AR0 | 14 Q      | 1.57,43          | 12               | Gick inte vidare | Gick inte vidare |
| Etiene Medeiros                                                                                          | 50 m frisim        | 24,82        | 16 Q      | 24,45 0AR0       | 7 Q              | 24,69            | 8                |
| Etiene Medeiros                                                                                          | 100 m frisim       | 54,38        | 14 Q      | 54,59            | 16               | Gick inte vidare | Gick inte vidare |
| Etiene Medeiros                                                                                          | 100 m ryggsim      | 1.01,70      | 25        | Gick inte vidare | Gick inte vidare | Gick inte vidare | Gick inte vidare |
| Joanna Maranhão                                                                                          | 200 m fjärilsim    | 2.10,69      | 24        | Gick inte vidare | Gick inte vidare | Gick inte vidare | Gick inte vidare |
| Joanna Maranhão                                                                                          | 200 m medley       | 2.13,06      | 18        | Gick inte vidare | Gick inte vidare | Gick inte vidare | Gick inte vidare |
| Joanna Maranhão                                                                                          | 400 m medley       | 4.38,88      | 15        | i.u.             | i.u.             | Gick inte vidare | Gick inte vidare |
| Poliana Okimoto                                                                                          | 10 km öppet vatten | i.u.         | i.u.      | i.u.             | i.u.             | 1:56.51,4        | 3                |
| Larissa Oliveira                                                                                         | 100 m frisim       | 54,72        | 21        | Gick inte vidare | Gick inte vidare | Gick inte vidare | Gick inte vidare |
| Larissa Oliveira                                                                                         | 200 m frisim       | 2.00,76      | 35        | Gick inte vidare | Gick inte vidare | Gick inte vidare | Gick inte vidare |
| Daynara de Paula Manuella Lyrio Etiene Medeiros Larissa Oliveira                                         | 4 × 100 m frisim   | 3.39,40      | 11        | i.u.             | i.u.             | Gick inte vidare | Gick inte vidare |
| Jéssica Cavalheiro Manuella Lyrio Larissa Oliveira Gabrielle Roncatto                                    | 4 × 200 m frisim   | 7:55.68 0AR0 | 11        | i.u.             | i.u.             | Gick inte vidare | Gick inte vidare |
| Daynara de Paula Jhennifer da Conceição Etiene Medeiros Larissa Oliveira Daiene Dias* Natalia de Luccas* | 4 × 100 m medley   | 4.02,83      | 13        | i.u.             | i.u.             | Gick inte vidare | Gick inte vidare |

* Reserv

## Taekwondo
| Idrottare         | Gren             | Åttondelsfinaler       | Kvartsfinaler          | Semifinaer           | Återkval             | Final                | Final            |
| Idrottare         | Gren             | Motståndare Resultat   | Motståndare Resultat   | Motståndare Resultat | Motståndare Resultat | Motståndare Resultat | Placering        |
| ----------------- | ---------------- | ---------------------- | ---------------------- | -------------------- | -------------------- | -------------------- | ---------------- |
| Iris Sing         | Damernas −49 kg  | Kilday (NZL) W 7–5     | Manjarrez (MEX) L 4–14 | Gick inte vidare     | Gick inte vidare     | Gick inte vidare     | Gick inte vidare |
| Júlia Vasconcelos | Damernas −57 kg  | Mikkonen (FIN) L 9–10  | Gick inte vidare       | Gick inte vidare     | Gick inte vidare     | Gick inte vidare     | Gick inte vidare |
| Venilton Teixeira | Herrarnas −58 kg | Atias (ISR) W 16–2 PTG | Navarro (MEX) L 5–8    | Gick inte vidare     | Gick inte vidare     | Gick inte vidare     | Gick inte vidare |
| Maicon Siqueira   | Herrarnas +80 kg | Lambdin (USA) W 9–7    | Issoufou (NIG) L 1–6   | Gick inte vidare     | N'diaye (FRA) W 5–2  | Cho (GBR) W 5–4      | 3                |

## Tennis
Herrar
| Spelare                   | Gren       | Omgång 1                       | Omgång 2                                            | Åttondelsfinaler                      | Kvartsfinaler                        | Semifinaler       | Final / BM        | Final / BM       |
| Spelare                   | Gren       | Motståndare Poäng              | Motståndare Poäng                                   | Motståndare Poäng                     | Motståndare Poäng                    | Motståndare Poäng | Motståndare Poäng | Placering        |
| ------------------------- | ---------- | ------------------------------ | --------------------------------------------------- | ------------------------------------- | ------------------------------------ | ----------------- | ----------------- | ---------------- |
| Thomaz Bellucci           | Herrsingel | Brown (GER) W 4–6, 5–4ret      | Cuevas (URU) W 6–2, 4–6, 6-3                        | Goffin (BEL) W 7–6(12–10), 6–4        | Nadal (ESP) L 6–2, 4–6, 2-6          | Gick inte vidare  | Gick inte vidare  | Gick inte vidare |
| Rogério Dutra Silva       | Herrsingel | Fabbiano (ITA) W 7–6(7–4), 6–1 | Monfils (FRA) L 2–6, 4–6                            | Gick inte vidare                      | Gick inte vidare                     | Gick inte vidare  | Gick inte vidare  | Gick inte vidare |
| Thomaz Bellucci André Sá  | Herrdubbel | i.u.                           | A Murray / J Murray (GBR) W 7–6(8–6), 7–6(16–14)    | Fognini / Seppi (ITA) L 7–5, 5–7, 3–6 | Gick inte vidare                     | Gick inte vidare  | Gick inte vidare  | Gick inte vidare |
| Marcelo Melo Bruno Soares | Herrdubbel | i.u.                           | Sa Ratiwatana / So Ratiwatana (THA) W 6–0, 7–6(7–1) | Djokovic / Zimonjić (SRB) W 6–4, 6–4  | Mergea / Tecău (ROU) L 4–6, 7–5, 2-6 | Gick inte vidare  | Gick inte vidare  | Gick inte vidare |

Damer
| Spelare                                  | Gren      | Omgång 1                | Omgång 2                                        | Åttondelsfinaler  | Kvartsfinaler     | Semifinaler       | Final / BM        | Final / BM       |
| Spelare                                  | Gren      | Motståndare Poäng       | Motståndare Poäng                               | Motståndare Poäng | Motståndare Poäng | Motståndare Poäng | Motståndare Poäng | Placering        |
| ---------------------------------------- | --------- | ----------------------- | ----------------------------------------------- | ----------------- | ----------------- | ----------------- | ----------------- | ---------------- |
| Teliana Pereira                          | Damsingel | Garcia (FRA) L 1–6, 2–6 | Gick inte vidare                                | Gick inte vidare  | Gick inte vidare  | Gick inte vidare  | Gick inte vidare  | Gick inte vidare |
| Paula Cristina Gonçalves Teliana Pereira | Damdubbel | i.u.                    | Muguruza / Suárez Navarro (ESP) L 6–7(6–8), 2–6 | Gick inte vidare  | Gick inte vidare  | Gick inte vidare  | Gick inte vidare  | Gick inte vidare |

Mixed
| Spelare                      | Gren        | Åttondelsfinaler                          | Kvartsfinaler                        | Semifinaler       | Final / BM        | Final / BM       |
| Spelare                      | Gren        | Motståndare Poäng                         | Motståndare Poäng                    | Motståndare Poäng | Motståndare Poäng | Placering        |
| ---------------------------- | ----------- | ----------------------------------------- | ------------------------------------ | ----------------- | ----------------- | ---------------- |
| Teliana Pereira Marcelo Melo | Mixeddubbel | Garcia / Mahut (FRA) W 7–6(7–4), 7–6(7–1) | Mattek-Sands / Sock (USA) L 4–6, 4–6 | Gick inte vidare  | Gick inte vidare  | Gick inte vidare |

## Triathlon
| Idrottare        | Gren                | Simning (1,5 km) | Trans 1 | Cykling (40 km) | Trans 2 | Löpning (10 km) | Totaltid | Placering |
| ---------------- | ------------------- | ---------------- | ------- | --------------- | ------- | --------------- | -------- | --------- |
| Diogo Sclebin    | Herrarnas triathlon | 18.20            | 0.49    | 59.29           | 0.40    | 33.14           | 1:52.32  | 41        |
| Pâmella Oliveira | Damernas triathlon  | 19.04            | 0.56    | 1:04.43         | 0.40    | 38.40           | 2:04.03  | 40        |